# Masljanino
Masljanino (russisch Масля́нино) ist eine Siedlung städtischen Typs in der Oblast Nowosibirsk (Russland) mit 13.102 Einwohnern (Stand 14. Oktober 2010).

## Geographie
Die Siedlung liegt an der Westflanke des Salairrückens, gut 110 Kilometer Luftlinie südöstlich der Oblasthauptstadt Nowosibirsk, hauptsächlich am linken Ufer des Ob-Nebenflusses Berd.
Masljanino ist Verwaltungszentrum des gleichnamigen Rajons Masljanino.

## Geschichte
Der Ort wurde 1644 von Siedlern aus dem europäischen Teil Russlands gegründet. Der Name ist vom russischen Wort maslo für Öl abgeleitet und bezieht sich auf das Leinöl, das die Siedler aus dem Flachs gewannen, den sie auf den der Taiga abgerungenen Feldern anbauten.
Ab Ende des 18. Jahrhunderts gehörte das Dorf zum Ujesd Barnaul des Gouvernements Tomsk. Zweimal, am Anfang und am Ende des 19. Jahrhunderts, brannte fast das gesamte Dorf nieder.
1925 wurde Masljanino im Rahmen einer Verwaltungsreform Zentrum eines Rajon. 1944 wurde der Status einer Siedlung städtischen Typs verliehen.
Bevölkerungsentwicklung:
| Jahr | Einwohner |
| ---- | --------- |
| 1939 | 5.431     |
| 1959 | 9.781     |
| 1970 | 10.578    |
| 1979 | 11.883    |
| 1989 | 12.656    |
| 2002 | 13.565    |
| 2010 | 13.102    |

Anmerkung: Volkszählungsdaten

## Kultur und Sehenswürdigkeiten
In Masljanino sind verschiedene Wohngebäude aus dem 19. Jahrhundert sowie die Nikolai-Kirche von 1896 erhalten. Seit 1978 besitzt der Ort es ein Rajon-Heimatmuseum.

## Wirtschaft und Infrastruktur
In Masljanino als Zentrum eines Landwirtschaftsgebietes (Getreide, Flachs; Rinder, Schweine) gibt es Betriebe zur Verarbeitung landwirtschaftlicher Erzeugnisse sowie der Forst- und Baustoffwirtschaft.
12 km oberhalb Masljanino wurde an der Berd beim Dorf Perebor zwischen 1947 und 1951 ein kleines Wasserkraftwerk mit einer Leistung von 600 Kilowatt errichtet. Bis zum Anschluss an das landesweite Stromnetz diente die Anlage der Elektroenergieversorgung des Rajons, danach wurde sie demontiert. Die Staumauer ist jedoch erhalten (Lage).
Die nächstgelegene Bahnstation befindet sich in Tscherepanowo an der Eisenbahnstrecke Nowosibirsk–Barnaul. Nach Tscherepanowo besteht Verbindung über eine 60 km lange Regionalstraße, die dort auch Anschluss an die Fernstraße M52 besitzt.

## Verweise